# Ciclo degli Heechee
Il  ciclo degli Heechee  è una serie letteraria di fantascienza dello scrittore Frederik Pohl composta principalmente da tre romanzi e alcuni racconti, questi ultimi collezionati in due raccolte, pubblicati tra il 1972 e il 2004.

## Opere
La serie è incentrata sulla scoperta dell'esistenza degli Heechee, una specie aliena dall'aspetto antropomorfo, citata per la prima volta nel romanzo breve I mercanti di Venere (The Merchants of Venus) del 1972, tema successivamente sviluppato da Frederik Pohl nel romanzo La porta dell'infinito (Gateway) del 1977, vincitore di tutti i principali premi riservati a questo genere letterario: il Premio Hugo, il Premio Nebula, il Premio Campbell e il Premio Locus.
Il ciclo degli Heechee è composto da:
- La porta dell'infinito (Gateway) (1977), romanzo
- Oltre l'orizzonte azzurro (Beyond the Blue Event Horizon) (1980), romanzo
- Appuntamento con gli Heechee (Heechee Rendezvous) (1984), romanzo
- Gli annali degli Heechee (Annals of the Heechee) (1987), romanzo
- The Gateway Trip (1990), antologia di racconti
- The Boy Who Would Live Forever: A Novel of Gateway (2004), romanzo

## GliHeechee
L'aspetto degli Heechee, inizialmente ipotizzato vagamente umanoide simile morfologicamente agli insetti, somiglianza dedotta dalla particolare foggia dei sedili da loro utilizzati nelle astronavi trovate sull'asteroide Gateway nel romanzo La porta dell'infinito. Solo al termine del secondo romanzo della serie, Oltre l'orizzonte azzurro, l'autore ne delinea l'aspetto descrivendo il "Comandante" antropomorfo, ampio di spalle e di fianchi, sottile di profilo, con due cuori e le gambe larghe ed all'inizio del terzo, Appuntamento con gli Heechee, aggiungendo che somigliava ad uno scheletro raffigurato nei cartoni animati
Gli alieni, dopo aver colonizzato le galassie e riempito di installazioni e manufatti i pianeti e gli asteroidi del sistema solare, da milioni di anni si erano ritirati nell'orizzonte degli eventi di un enorme buco nero da loro creato, timorosi per l'avvento di una misteriosa razza che stava riplasmando l'universo e le cui reali intenzioni ignorano.